# لينا جوسلينج
لينا جوسلينج (بالألمانية: Lena Goeßling؛ مواليد 8 مارس 1986) هي لاعبة كرة قدم ألمانية سابقة. لعبت في خط الوسط.

## وصلات خارجية
- لينا جوسلينج على موقع الاتحاد الدولي (مؤرشف)  (الإنجليزية)
- لينا جوسلينج على موقع الاتحاد الأوربي (الإنجليزية)
- لينا جوسلينج على موقع قاعدة بيانات كرة القدم.إي يو (الإنجليزية)
- لينا جوسلينج على موقع Soccerway.com (الإنجليزية)
- لينا جوسلينج على موقع عالم كرة القدم.نت (الإنجليزية)
- لينا جوسلينج على موقع اللجنة الأولمبية الدولية (الإنجليزية)
- لينا جوسلينج على موقع أوليمبيديا (الإنجليزية)
- لينا جوسلينج على موقع اللجنة الأولمبية الألمانية (الألمانية)